# Murraya caloxylon
Murraya caloxylon Ridl., 1908 è una pianta della famiglia delle Rutacee.

## Distribuzione e habitat
La specie è diffusa in Malaysia e Thailandia.